# ایستگاه گیلمور (اسکای‌ترین)
ایستگاه گیلمور (انگلیسی: Gilmore station) یک ایستگاه مرتفع در خط میلنیوم سیستم ترانزیت سریع مترو ونکوور اسکای‌ترین (ونکوور) است. این ایستگاه در خیابان گیلمور در برنابی، بریتیش کلمبیا، کانادا واقع شده‌است.
این ایستگاه در مجاورت چندین مجتمع مسکونی بلندمرتبه است که جزئی از طرح توسعه مرکز شهر برنت وود است که تبدیل منطقه را از یک منطقه تجاری سبک صنعتی و کم اشغال به یک مرکز شهری تبدیل می‌کند.